# ASIN
Amazon Standard Identification Number, ASIN (укр. стандартний ідентифікаційний номер Амазон) — це 10-символьний буквено-цифровий унікальний ідентифікатор, призначений через Amazon та його партнерів для ідентифікації продукту в організації «Amazon».

## Використання та структура
Кожному товару, що продається на Amazon.com, надається унікальний ASIN. Для книг з 10-значним міжнародним стандартним номером книги (ISBN) ASIN та ISBN однакові. Видання «Kindle» для книги не використовує ISBN як ASIN, хоча електронна версія книги може мати свій номер ISBN. Можна конвертувати ASIN для отримання відповідного коду EAN, також відомого як «Міжнародний номер статті». ASIN є частиною URL-адреси сторінки детальної інформації про продукт на вебсайті «Amazon».